# Melanolophia bostar
Melanolophia bostar är en fjärilsart som beskrevs av Druce 1892. Melanolophia bostar ingår i släktet Melanolophia och familjen mätare. Inga underarter finns listade i Catalogue of Life.